# Reckya Madougou
Reckya Madougou (geb. 30. April 1974) ist eine beninische Politikerin. Sie ist ehemalige Justizministerin ihres Landes.

## Leben
Madougou setzte sich seit ihrer Jugend für die Pfadfinder-Bewegung ein. Sie schloss im Jahr 1997 am Institut National d’Economie (heute: Ecole Nationale d’Economie appliquée et de Management) in Benin ein Studium ab. Im Anschluss studierte sie Wirtschaftsingenieurwesen am Institut supérieur européen de gestion in Lille und erwarb einen Postgraduiertenabschluss an der Hautes Études Internationales et Politiques in Paris. Sie nahm zudem an einem Programm der Harvard Kennedy School in den Vereinigten Staaten teil. Im Jahr 2008 wurde sie zur Ministerin ernannt und diente in der Regierung des Präsidenten Yayi Boni.
Madougou plante, im April 2021 bei den Präsidentschaftswahlen gegen Amtsinhaber Patrice Talon anzutreten, wurde jedoch zur Wahl nicht zugelassen und Anfang März des Jahres nach einer Konferenz mit anderen Oppositionspolitikern verhaftet. Am Morgen des 11. Dezember 2021 wurde sie vom Gericht zur Bekämpfung von Wirtschaftskriminalität und Terrorismus (Criet) zu einer 20-jährigen Haftstrafe und einer Geldstrafe in Höhe von etwa 76.000 Euro verurteilt, weil sie eine Staatsgefährderin sei und die Präsidentschaftswahl stören wolle. Kurz zuvor sagte sie noch:

„Ich biete mich der Demokratie an, und wenn mein Opfer es Ihnen, Herr Präsident und Ihren Richterkollegen ermöglichen könnte, Ihre Unabhängigkeit von der Exekutive wiederzuerlangen, dann hätte ich diese Tortur und diesen Terror nicht unnötig erlitten.“

Das Urteil fiel nur wenige Tage, nachdem auch der Oppositionspolitiker Joël Aïvo zu einer langen Haftstrafe verurteilt wurde.
Madougou ist Mutter eines Sohnes und einer Tochter.